# Canton d'Arudy
Le canton d'Arudy est une ancienne division administrative française, située dans le département des Pyrénées-Atlantiques et la région Aquitaine.

## Composition
Le canton regroupe 10 communes :
- Arudy
- Bescat
- Buzy
- Castet
- Izeste
- Louvie-Juzon
- Lys
- Rébénacq
- Sainte-Colome
- Sévignacq-Meyracq

## Histoire
- En 1790, le canton d'Arudy incluait également Mifaget mais pas Louvie-Juzon[1].

- De 1833 à 1848, les cantons d'Arudy et de Laruns avaient le même conseiller général. Le nombre de conseillers généraux était limité à 30 par département.

## Représentation

### Conseillers généraux de 1833 à 2015
| Période               | Identité                                   | Parti                           | Qualité |
| --------------------- | ------------------------------------------ | ------------------------------- | --- |
| 1833-1848             | Marquis Jacques de Livron (1773-1856)      | Carliste rallié au gouvernement | Agronome, propriétaire, ancien maire de Laruns Député                                                        |
| 1848-1851 (décès)     | Pierre Pascal d'Espalungue                 |                                 | Ancien militaire Propriétaire, maire de Louvie-Juzon                                                         |
| 1851-1853             | Jacques Pourtau-Penne                      |                                 | Propriétaire à Bescat                                                                                        |
| 1853-1856             | Jean-Baptiste Ducrest                      |                                 | Propriétaire, maire d'Arudy                                                                                  |
| 1856-1863 (décès)     | Henry Lavignolle                           |                                 | Procureur impérial à Oloron                                                                                  |
| 1863-1867             | Armand Lavignolle                          |                                 | Propriétaire à Louvie-Juzon                                                                                  |
| 1867-1871             | Fernand Druon (1839-1906)                  |                                 | Propriétaire, à Sévignacq-Meyracq                                                                            |
| 1871-1877             | Léon Daran                                 | Droite                          | Médecin à Pau                                                                                                |
| 1877-1882 (démission) | Herman Lavignolle                          |                                 | Rentier à Bescat                                                                                             |
| 1883 (janvier-août)   | Jean-Pierre Camps                          | Droite                          | Propriétaire à Louvie-Juzon                                                                                  |
| 1883-1901             | Fernand Druon                              | Républicain                     | Propriétaire, maire de Sévignacq-Meyracq (1876-1901)                                                         |
| 1901-1913             | Jean-Pierre Camps                          | Républicain                     | Propriétaire à Louvie-Juzon                                                                                  |
| 1913-1919             | Henri Juppé                                | Républicain                     | Médecin - Maire d'Arudy, conseiller d'arrondissement                                                         |
| 1919-1925             | Raphaël Camps (1882-?) (fils de J.P.Camps) | RG                              | Propriétaire à Louvie-Juzon                                                                                  |
| 1925-1940             | Jacques Bernis-Bergeret                    | Rad.                            | Vétérinaire, conseiller municipal d'Arudy,conseiller d'arrondissement Nommé conseiller départemental en 1943 |
|                       |                                            |                                 | |
| 1945-1960 (décès)     | Jacques Bernis-Bergeret                    | Rad.                            | Vétérinaire à Arudy                                                                                          |
| 1960-1962 (décès)     | René Jacot                                 | Rad.                            | Propriétaire à Arudy                                                                                         |
| 1963-1976             | Guy Ébrard                                 | Rad.                            | Médecin - député de 1958 à 1968, maire d'Oloron-Sainte-Marie                                                 |
| 1976-1994             | Pierre Bertrou-Cantou                      | PS                              | Professeur Maire d'Izeste (1977-2013)                                                                        |
| 1994-2015             | Francis Courouau                           | RPR-UMP                         | Permanent politique Président de la Communauté de communes de la Vallée-d'Ossau Conseiller municipal d'Arudy |

### Conseillers d'arrondissement (de 1833 à 1940)
| Période                                  | Période      | Identité                                 | Étiquette                | Qualité |
| ---------------------------------------- | ------------ | ---------------------------------------- | ------------------------ | --- |
| 1833                                     | 1845 (décès) | Alexis Manescau Saint-Martin (1794-1845) |                          | Juge de paix à Arudy, propriétaire à Buzy                                                                   |
| 1845                                     | 1848         | Antoine Pourtau Penne (1796-1873)        |                          | Notaire à Oloron, propriétaire à Bescat                                                                     |
|                                          |              |                                          |                          | |
| 1898                                     | 1899 (décès) | Pierre Ilhé                              | Républicain opportuniste | Rentier à Izeste                                                                                            |
|                                          |              |                                          |                          | |
| 1910                                     | 1913         | Henri Juppé                              | Républicain              | Médecin à Arudy                                                                                             |
|                                          |              |                                          |                          | |
| 1919                                     | 1925         | Jacques Bernis-Bergeret                  | Radical                  | Vétérinaire à Arudy                                                                                         |
| 1925                                     | 1927 (décès) | Auguste Casassus (1881-1927)             |                          | Maire de Lys                                                                                                |
| 1928                                     | 1940         | Frédéric Ombratieu (1889-1955)           | Républicain              | Géomètre, Louvie-Juzon                                                                                      |
| 1940                                     |              |                                          |                          | Les conseils d'arrondissement ont été suspendus par la loi du 12 octobre 1940 et n'ont jamais été réactivés |
| Les données manquantes sont à compléter. |              |                                          |                          | |

## Démographie
| 1962  | 1968  | 1975  | 1982  | 1990  | 1999  | 2006  | 2011  | 2012  |
| ----- | ----- | ----- | ----- | ----- | ----- | ----- | ----- | ----- |
| 7 395 | 7 597 | 7 597 | 7 286 | 7 203 | 6 784 | 6 855 | 7 086 | 7 076 |